# Johann Adam Seupel

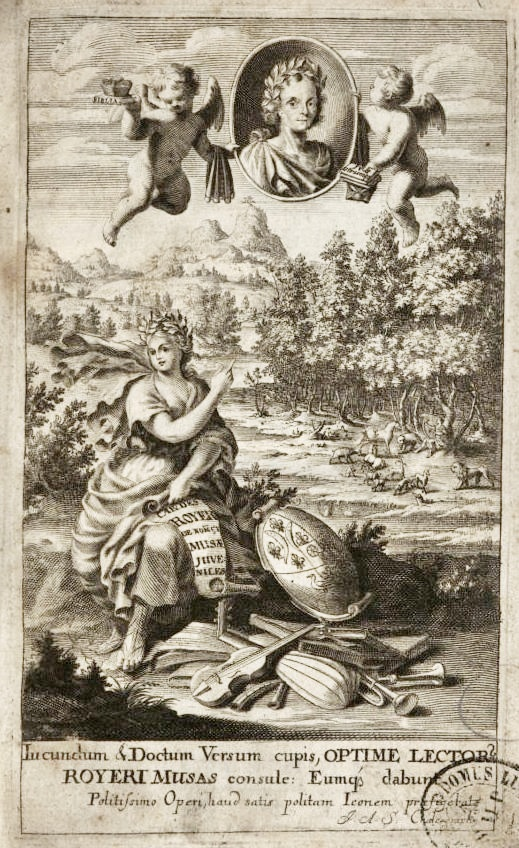
Titelkupfer des Epigrammwerkes „Musae juveniles“ von Carl Desiderius Royer, 1690, gestochen von Johann Adam Seupel

Johann Adam Seupel (getauft 26. August 1662 in Straßburg; † 4. Februar 1717 ebenda) war ein Straßburger Bürger, Maler und Kupferstecher.

## Leben und Werk
Johann Adam Seupel bildete sich selbst zum Maler und Kupferstecher heran. Er malte Porträts in Pastell und stach solche in Kupfer. Die Blätter fanden großen Beifall, da Seupel ein talentierter Mann war. 1690 widmete Carolus Desiderius Royer, den er in Kupfer gestochen hatte, dem Künstler folgendes Epigramm (er nennt ihn Scupel mit dem Anagramm Sculpe):

„Ad Dominum Johann Adam Scupel, Chalcographum: Scupel Anagramm Sculpe. Artem sculpendi nullo didicisse magistro: Adame, haud in te laus mediocris erit. Scilicet hanc natura dedit; vix nomen adeptus Scupelii: Musae sculpere jamque jubent.“

 Seupel signierte seine Kupferstiche mit J. A. S. oder J. A. Seupel.